# ریوجی مانو
ریوجی مانو (انگلیسی: Ryoji Mano؛ زادهٔ ۱۲ اکتبر ۱۹۹۰) بازیکن فوتبال اهل ژاپن است.